# Cugulutx
Cugulutx est un hameau (en dialecte majorquin : possessió) situé en bordure de Llucmajor, Majorque, sur la route de sain Torre.
Le toponyme Cugulutx est d'origine latine et est passé par l’influence qu'a représenté la domination islamique. C'est un mossarabisme.
Le territoire de Cugulutx est connu depuis 1293. En 1658 il faisait partie de la propriété de Miquel Sureda-Sanglada et il bordait les territoires de Bennoc, Son Taixaquet, Cas Frares, Son Mut, Son Noguera, Son n'Antelm, Es Rafalet, Son Fosquet et Camí des Palmer. S'y trouvent des maisons, un moulin de sang et une chapelle avec un retable consacré à Notre-Dame de Bethléem. Produisait des céréales et lleguminoses.

## Gisements archéologiques
Il y a un lieu préhistorique (Poblat de Cugulutx) avec des habitations naviformes, deux grottes artificielles et un nombre considérable de silos sous terre en très bon état de conservation.